# Bernd Schuster
Bernd Schuster (Augsburgo, 22 de dezembro de 1959) é um treinador e ex-futebolista alemão. É considerado um dos maiores jogadores de futebol da década de 1980, embora sua forte personalidade o tenha impedido de consagrar-se mais.
Schuster conseguia unir liderança, força, agressividade, técnica e visão de jogo bastante apurada, incluindo em seu repertório também grande habilidade para passes, lançamentos, cobranças de falta  e no controle e domínio de bola. Ele é um dos poucos jogadores que passaram por três dos quatro maiores clubes espanhóis , que são eles: Barcelona, Real Madrid e Atlético de Madrid. O mérito é maior por ser estrangeiro e, mais do que isso, ter feito sucesso em todos eles.
O ex-futebolista português Paulo Futre, que foi seu colega no Atlético, resumiu as principais qualidades do jogo de Schuster ao colocá-lo em seu elenco ideal, em entrevista à revista FourFourTwo: "Tinha uma grande visão de jogo e combinava isso com muita inteligência. Era um líder em campo e fazia lançamentos. O jeito como ele distribuía passes precisos em campo era único".

## Como jogador

### Surgimento precoce
Vindo das categorias de base do Augsburg, de sua cidade-natal, em 1978 ele assinou com o Colônia, que havia acabado de conquistar tanto a Bundesliga quanto a Copa da Alemanha.[carece de fontes?] Na temporada 1978/79, o clube deixou os torneios domésticos de lado e priorizou a Copa dos Campeões da UEFA. Schuster, usando a mesma camisa 10 de Wolfgang Overath, de quem foi considerado sucessor na equipe, participou de uma campanha que por muito pouco não foi histórica: o Colônia chegou às semifinais e era o favorito contra o azarão Nottingham Forest, ainda mais após ter arrancado um empate de 3 x 3 na Inglaterra - chegou a estar vencendo por 2 x 0.
Além disso, nenhum clube até então havia conseguido vencer fora de casa em uma semifinal do torneio, mas foi o que aconteceu: os britânicos ganharam de 1 x 0 na Alemanha Ocidental com um gol aos 20 minutos do segundo tempo. Para piorar, a final, que seria vencida pelos ingleses, seria na própria Alemanha, em Munique. O consolo para Schuster foi o reconhecimento de Jupp Derwall, o técnico da Alemanha Ocidental: dias após a eliminação, em maio daquele ano, o jovem foi convocado pela primeira vez para a seleção principal; ele já jogava pelas seleções de base de seu país. [carece de fontes?]
Na ressaca da decepção, o Colônia ficou apenas em quinto na Bundes de 1979/80.[carece de fontes?] na Copa da Alemanha, o clube chegou à final, mas perdeu para o Fortuna Düsseldorf.[carece de fontes?] A promissora habilidade e visão de jogo de Schuster, de qualquer forma, lhe garantiram, a seguir, na Eurocopa 1980. Schuster saiu do torneio não só com o título, mas como a maior revelação da competição. Isso e sua habilidade e elegância em ocupar espaços no meio-campo, realizar lançamentos com precisão e chegar ao ataque de surpresa seduziram os dirigentes do Barcelona, que contrataram-no já para a temporada 1980/81. Foi o suficiente para Schuster ficar atrás apenas de seu compatriota Karl-Heinz Rummenigge na avaliação da France Football para o tradicional prêmio oferecido publicação ao melhor jogador europeu, a Ballon d'Or.

### Barcelona
Na Catalunha, foi talvez o maior ídolo nos anos 80, marcando 63 gols em 170 jogos mesmo como jogador de meio de campo. Nas oito temporadas nos blaugranas, todavia, enfrentou diversos contratempos que o impediram de ter mais taças: na primeira delas, o time estava forte na disputa pelo título, mas o rendimento caiu no tempo em que o colega e artilheiro Quini ficou sequestrado (obteve-se apenas um ponto em seis partidas nesse período) e a equipe saiu das primeiras posições. A taça ficou com a Real Sociedad, quatro pontos à frente. Curiosamente, em seu primeiro ano na Espanha ele reencontrou o Colônia, que levou a melhor: nos dezesseis-avos-de-final da Copa da UEFA, sua ex-equipe venceu agregadamente por 4 x 1. Ainda assim, conseguiu já ali seu primeiro título por um clube, a Copa do Rei (sobre o Sporting Gijón).[carece de fontes?]
Para Schuster, o pior veio na segunda temporada: em jogo contra o Athletic Bilbao, teve o joelho esquerdo quebrado por uma entrada de Andoni Goikoetxea, interrompendo um desempenho individual que vinha consolidando seu sucesso na Espanha. Novamente seriamente desfalcado, o Barcelona perderia o título por pouco: a Real Sociedad voltou a vencer a liga, desta vez por apenas dois pontos. Já na Recopa Europeia, a equipe foi campeã, mas sem Schuster em campo:[carece de fontes?] ele, por conta da lesão, ficou fora dos campos até o final da temporada, perdendo um lugar certo na Copa do Mundo de 1982.
Em 1983, jogando ao lado de Diego Maradona, ganhou novo troféu no Barça. Ainda não havia sido o Espanhol, que ficou com o Athletic Bilbao (seis pontos à frente[carece de fontes?]), mas nova Copa do Rei, com o especial sabor de derrotar o Real Madrid na decisão. Porém, o Barcelona continuou a ter desfalques trágicos de suas grandes estrelas, dessa vez com o próprio Maradona, outro a ser fraturado pelo mesmo Goikoetxea, no ano seguinte; os catalães perderem por um ponto a liga para o Athletic, que venceu os blaugranas também na decisão da Copa do Rei. O argentino sairia do clube após aquela temporada de 1983/84, mas o Barcelona conseguiria o título espanhol na edição seguinte, e de forma arrasadora: foram dez pontos de vantagem sobre o segundo colocado (o Atlético de Madrid).[carece de fontes?] A quebra do jejum de onze anos alçou Schuster à condição de mito, enquanto na terra natal tornava-se um renegado: ainda em 1984, ainda com 24 anos e meses antes da Eurocopa daquele ano, renunciou à Seleção Alemã-Ocidental.
Voltando a disputar a Copa dos Campeões da UEFA, o Barcelona centrou fogo no torneio, que jamais havia conquistado - enquanto o Real possuía já seis títulos. O campeonato espanhol de 1985/86, que ficaria com o arquirrival (campeão com onze pontos de vantagem sobre o vice, o próprio Barcelona[carece de fontes?]), foi deixado de lado enquanto o Barça avançava no continente, chegando à decisão. O favoritismo era total: a final seria na Espanha (em Sevilha) e o adversário era o desconhecido Steaua Bucareste. Para completar, a Europa Oriental jamais havia conquistado o torneio. Os romenos seguraram o 0 x 0 e venceram nos pênaltis, em que todos os jogadores do Barcelona erraram suas cobranças. Schuster não participou das penalidades, tendo sido substituído anteriormente.[carece de fontes?]
As duas temporadas que se seguiram ao fracasso seriam estressantes para Schuster. Além de ser feito de bode expiatório pela traumática perda continental, ele, que colecionava brigas com todos os técnicos que passavam pelo Barcelona, de Udo Lattek  a Luis Aragonés e Helenio Herrera, ficou às turras com o presidente barcelonista, Josep Lluís Núñez. Neste caso, por não ver cumprida a promessa de aumento de salário feita pelo dirigente após ser usado por ele na campanha  deste para a reeleição. Os árbitros também não escapavam das estripulias do "anjo loiro": um deles comentaria posteriormente que durante o jogo inteiro era verbalmente agredido por ele com palavras impublicáveis, em alta voz, "com um terrível sotaque alemão, mas em perfeito espanhol".
As discussões com o presidente Núñez fizeram com que este ordenasse o afastamento do meia durante toda a temporada 1986/87, como castigo, Nessa temporada, o Barcelona quase ficou com o título, perdendo por um ponto para o Real Madrid. Schuster, talvez a peça que tivesse faltado, voltou a jogar na de 1987/88. Todavia, o Barcelona fez temporada sofrível: ficou em sexto e 23 pontos atrás do campeão - para piorar, novamente o Real.[carece de fontes?] Cansado do mau ambiente, o alemão, idolatrado por alguns torcedores e odiado por outros tantos, acertou transferência para o próprio arquirrival. A conturbada saída, todavia, não o fez deixar de ser um dos maiores símbolos culés na década de 1980; Schuster, inclusive, tornou-se em 2004 o 115.088º sócio do clube catalão, carteira esta que ele não deixou de manter mesmo em sua volta ao Real Madrid como treinador, em 2008.

### Nos dois rivais de Madrid
Os novos ares lhe renderam agora mais títulos: na temporada de estreia em Chamartín, foi logo campeão espanhol e da Copa do Rei. A decepção ficou na Copa dos Campeões da UEFA: aspirando ao título ausente havia mais de duas décadas, o maior vencedor do torneio chegou às semifinais, mas foi destroçado por um 6 x 1 agregado do futuro campeão, o Milan.[carece de fontes?]
Na de de 1989/90, embora o Real perdesse a Copa do Rei para o Barcelona, o cenário no Espanhol se repetiu: Schuster, municiando os artilheiros Míchel, Hugo Sánchez e Emilio Butragueño na equipe responsável pelo recorde de 107 gols marcados em uma única edição da La Liga, participou do pentacampeonato madridista seguido, igualando um recorde que na Espanha pertencia ao próprio Real Madrid: o da década de 1960, quando os blancos eram comandados por Ferenc Puskás e Alfredo Di Stéfano. O feito ofuscou nova eliminação frente ao Milan na Copa dos Campeões: desta vez nas oitavas-de-final e por 1 x 2 agregados.[carece de fontes?]
O alemão era o maestro da equipe oitentista repleta de jogadores crescidos no Real (além de Míchel e Butragueño, também Manuel Sanchís, Rafael Martín Vázquez e Miguel Pardeza, este já saído do clube quando ele chegou), conhecida como Quinta del Buitre. Todavia, aquelas duas temporadas acabaram sendo as suas únicas como jogador dos merengues. Se desentendeu também com a cúpula do Real, após recusar inicialmente uma excursão do time pela América do Norte em junho de 1990, logo após o título espanhol. Na época, ocorreria a Copa do Mundo de 1990 e boa parte do elenco madrilenho iria jogar por alguma seleção. Schuster, que já não jogava mais pela Alemanha Ocidental, e Hugo Sánchez, que vira o seu México ser desclassificado, seriam as atrações da turnê. O alemão viajou a contragosto e foi afastado pelo presidente Ramón Mendoza na volta à Espanha. Vendo-se em uma situação insustentável (o desconforto foi tamanho que a sua volta ao clube, anos mais tarde, como treinador, foi vista como uma reconciliação), voltou a negociar com um rival.
Schuster transferiu-se desta vez para o Atlético de Madrid. Depois de certo ceticismo inicial, pois já estava na casa dos 30 anos, ele, assim como conseguira nos dois clubes anteriores, venceu a Copa do Rei em sua primeira temporada na nova equipe. Sua segunda estadia em Manzanares por pouco não foi histórica: na anterior, o Atlético fora vice-campeão espanhol, mas dez pontos atrás do Barcelona; já naquela, os rojiblancos, com Schuster armando as jogadas para as conclusões do artilheiro Manolo, lutaram até o fim a um título que não vinha havia quinze anos - mas a liga, agora por dois pontos, voltou a ficar com os blaugranas. Na Recopa Europeia, o Atleti chegou a eliminar o Manchester United com um 4 x 1 agregado nas oitavas-de-final, mas caiu nas quartas em empate contra o Brugge por ter feito menos gols fora de casa.[carece de fontes?]
Em compensação, Schuster conseguiu naquele 1991/92 um bi na Copa do Rei, e em grande estilo: contra o Real Madrid, em pleno Santiago Bernabéu, Don Bernardo garantiu a conquista colchonera com um antológico gol de falta. A temporada 1992/93 não foi tão boa: o Atlético sentiu a ausência de Schuster, que se contundira, e ficou apenas em sexto. O campeão, novamente o Barcelona, ficou quinze pontos na frente.[carece de fontes?] Schuster decidiu sair ali, novamente por desentender-se com a direção: não aceitando críticas do presidente Jesús Gil, ele acertou a volta a seu país.

### Aposentadoria
Schuster retornou à agora reunificada Alemanha para jogar no ascendente Bayer Leverkusen. O clube bávaro terminou a Bundesliga em quarto muito por conta das atuações de seu veterano reforço, que ainda por cima marcou os três gols que seriam eleitos os mais bonitos do ano no país. As atuações de Schuster, mesmo aos 34 anos, o credenciaram junto ao público e à imprensa para um retorno à Seleção Alemã, que acabou não se concretizando.
Ele passou mais um ano e meio no Leverkusen, saindo do clube das aspirinas em 1996 para a América do Norte. Após um período de testes no San Jose Clash, dos Estados Unidos, acertou com o Pumas UNAM. E no México ele encerrou a carreira, aos 37 anos.

### Seleção Alemã-Ocidental
Schuster estreou pela Alemanha Ocidental em 1979,[carece de fontes?] pouco após o fim de sua primeira temporada como jogador profissional, no Colônia. Projetou-se nela no ano seguinte, integrando o vitorioso elenco da Eurocopa daquele ano. Foi o título que lhe credenciou a uma transferência para o Barcelona. Ele era uma presença certa na Copa do Mundo de 1982, dois anos depois, mas a lesão que sofreu de Andoni Goikoetxea terminou por lhe tirar o lugar no mundial.
Ele atuou pela Mannschaft por mais dois anos. Todavia, ficou mal visto no final de 1983 após recusar a convocação para os últimos jogos das eliminatórias para a Eurocopa 1984, contra Irlanda do Norte e Albânia; Schuster queria estar em casa por conta do nascimento de um de seus filhos. Os germânicos, sem ele, obtiveram a classificação de forma bastante árdua: em plena Hamburgo, perderam para os norte-irlandeses, que ficaram dois pontos à frente e não tinham mais jogos a fazer; com a obrigação de vencer os albaneses, a Alemanha só o conseguiu de virada, com o desempate apenas nos últimos dez minutos da partida.[carece de fontes?]
Schuster ainda jogou pela seleção, em fevereiro de 1984, dois amistosos preparatórios para a Euro.[carece de fontes?] Todavia, severas críticas da mídia e desentendimentos com Karl-Heinz Rummenigge, Uli Stielike, Paul Breitner e o técnico Jupp Derwall fizeram com que, ele, ainda com 24 anos e a três meses da competição, pedisse para ser afastado. Praticamente aposentado do selecionado, foi então ignorado por toda a década, embora fosse ironicamente um dos melhores jogadores europeus do período.
Dez anos depois, ele esteve perto de voltar à Nationalelf, agora reunificada. A imprensa e a torcida, encantadas com suas performances no Bayer Leverkusen mesmo aos 34 anos, pediam sua convocação para a Copa do Mundo de 1994. Porém, a comissão técnica e os jogadores optaram pela sua não-volta, temendo possíveis rachas no elenco devido à fama de encrenqueiro do craque. Ao todo, foram apenas 21 partidas por seu país, ainda assim com 18 vitórias; as derrotas foram para Brasil (na Alemanha Ocidental) e Irlanda do Norte (na casa adversária), e empatou uma partida contra a Áustria (seleção que mais enfrentou, quatro vezes) em Viena.[carece de fontes?]

#### Jogos
A tabela abaixo resume as aparições de Bernd Schuster pela Seleção Alemã-Ocidental.[carece de fontes?]

## Como treinador

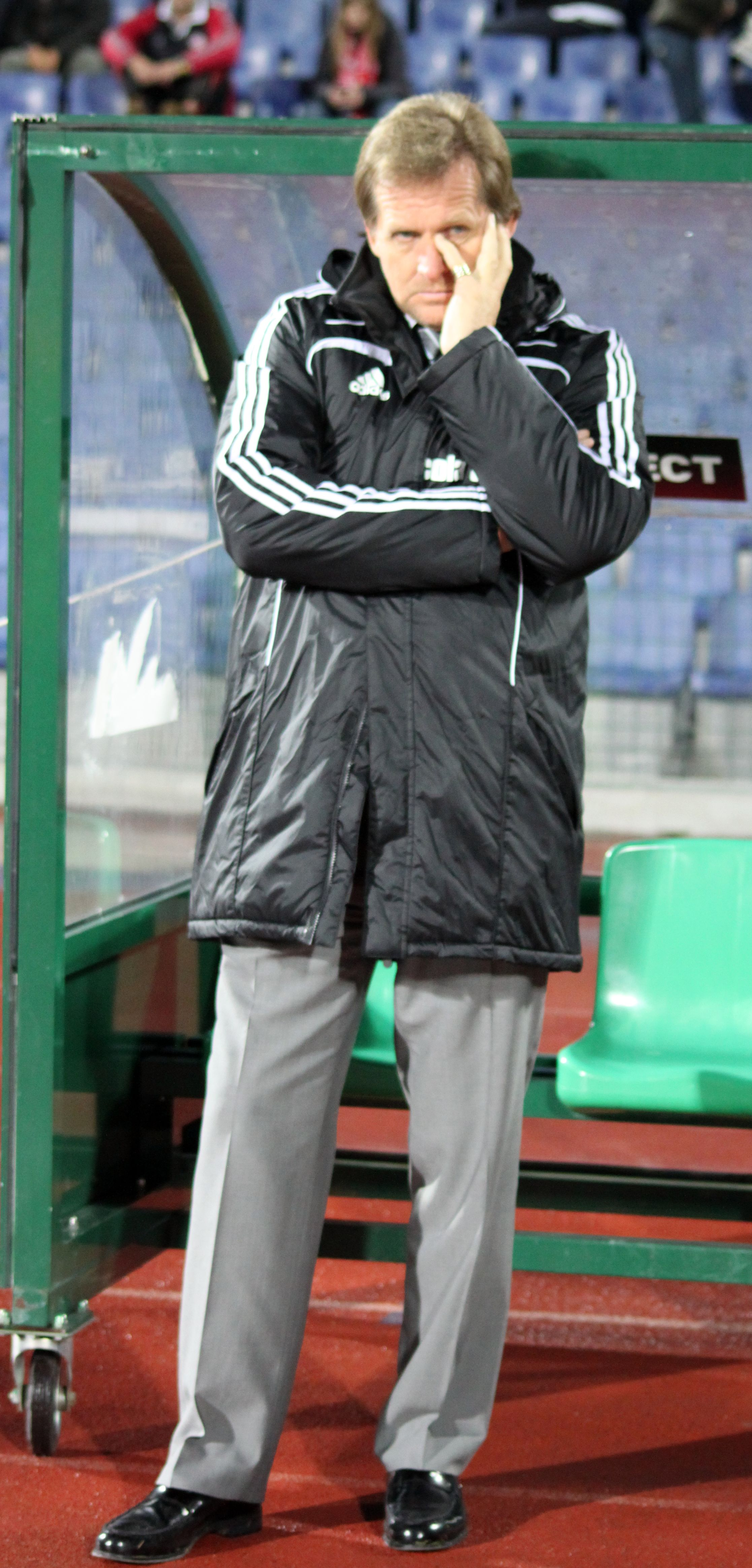
Schuster treinando o Besiktas em 2010

Ainda em 1997, começou sua carreira de técnico. No Fortuna Köln, não se saiu bem; perdeu mais jogos do que ganhou. Após uma temporada, foi para o Colônia, onde começara profissionalmente a carreira de jogador. No rival, também não foi muito melhor, fazendo campanha discreta na segunda divisão alemã. Em 2001, retornou à Espanha, para treinar o pequeno Xerez, da segunda divisão. Passou dois anos em Jerez de la Frontera brigando pelo acesso, mas em ambos a equipe perdeu a vaga nas últimas rodadas. Seguiu a nova carreira no Shakhtar Donets'k. Em um começo meteórico, o clube venceu as dez primeiras rodadas do campeonato ucraniano de 2003/04, ainda um recorde na Ucrânia. Porém, não foi suficiente para conseguir o título, e Schuster foi despedido após o Dínamo de Kiev assegurar a liga.
De volta à Espanha, assumiu o Levante. No segundo clube de Valência, fez outra vez um bom trabalho inicial que se desgastou no decorrer do campeonato. A equipe decaiu bastante no segundo turno e o despediu ainda antes do fim da temporada 2004/05, onde terminaria rebaixada à segunda divisão. Na temporada seguinte, ele foi para o Getafe. Passou dois anos no clube dos subúrbios de Madrid, participando do maior momento da equipe até então, o vice-campeonato na Copa do Rei em 2007. Como o campeão Sevilla conseguira classificar-se para a Liga dos Campeões da UEFA, o resultado permitiu que o Getafe fosse para a Copa da UEFA de 2007-08.
Schuster não ficaria; seu bom trabalho no Getafe e nos outros pequenos clubes espanhóis treinados por ele anteriormente, onde conseguira campanhas dignas com um belo futebol mesmo com poucas verbas, chamou a atenção de sua ex-equipe do Real Madrid. O clube havia sido campeão espanhol após quatro anos de jejum, mas havia uma insatisfação com o futebol pragmático imposto por Fabio Capello, a quem Don Bernardo foi substituir. Ele conseguiu um bi para o clube conquistado com sobras, a rodadas de antecedência, com direito a duplas vitórias nos dois clássicos, contra Barcelona (terceiro colocado e 18 pontos atrás do rival) e Atlético, e cumprindo também o desejo da torcida merengue em ver seu time ser campeão e jogando bonito. Foi sob o comando de Schuster que Robinho, jogador marcado no Real Madrid por sua irregularidade de boas partidas, demonstrou seu melhor futebol no clube. Por outro lado, não impediu sina que vinha se repetindo no clube desde 2004, sendo eliminado nas oitavas-de-final da Liga dos Campeões da UEFA de 2007/08.
O alemão, que, curiosamente, tinha conquistado até então todos os campeonatos espanhóis em que participou pelo Real (como jogador e técnico) acabou demitido pela diretoria merengue após maus resultados na temporada 2008/09, deixando os blancos em sua saída apenas na quinta colocação no campeonato espanhol. O clube já havia caído prematuramente na Copa do Rei para o Real Unión, da terceira divisão. Em maio de 2010, Schuster foi anunciado como novo treinador do Beşiktaş, da Turquia, onde ganharia salário anual de 2,6 milhões de euros. Porém, em menos de um ano, pediu demissão, com a equipe alvinegra já eliminada da Liga Europa da UEFA e apenas em sétimo no campeonato turco. . Em julho de 2013, Schuster retornou à Espanha, onde comandou o Málaga por uma temporada.
Após mais de três anos e meio sem comandar uma equipe, Bernd Schuster foi contratado em 2018 pelo Dalian Yifang, recém-promovido à Super Liga da China. A missão era manter o time chinês na elite do futebol do país, uma vez que era o último colocado da competição e com 13 gols sofridos após as três rodadas iniciais. O treinador pôde acertar a equipe e estabilizou o Dalian Yifang no meio da tabela chinesa, cumprindo o grande objetivo do clube na temporada. Contudo, deixou o clube em 2019.

## Vida pessoal
Nascido em uma humilde família operária, curiosamente o futebol não era o esporte que mais gostava na infância, e sim o hóquei. Casou-se ainda em 1979, quando começava a carreira, com a modelo Gaby. Com ela teve Benjamin, David, Sarah (que teria sido a filha pela qual ele pediu dispensa da seleção, que culminaria posteriormente em afastamento definitivo) e Rebecca. O casal foi polêmico na década de 1980: fotos de Gaby nua chegaram a ser divulgadas quando ele ainda estava nos primeiros meses de Barcelona, o que teria afetado o rendimento de Schuster além do sequestro do colega Quini.
Outra controversa relação que unia Schuster, a esposa e o clube era o fato de que ela, empresária do marido, teria influenciado na sua saída dos blaugranas. Gaby, como Schuster, também não se furtava de criticar técnicos e dirigentes do Barcelona. O casal separou-se em 2008, mas desde 2001 ela já não empresariava mais Schuster, tendo permanecido na Alemanha quando ele voltara à Espanha para treinar o Xerez. As filhas vivem com a mãe na Alemanha, enquanto os filhos moram nos Estados Unidos. Atualmente, vive com uma espanhola, Elena Blasco, com quem teve outra filha, Victoria.
Schuster tem medo de avião. Passou um dia inteiro viajando de carro com Gaby e filhos para chegar à Espanha para se integrar ao Barcelona em 1980. Era tido como tímido na juventude, mas por outro lado conheceu Gaby em uma discoteca, e costumava realizar saídas noturnas na véspera das partidas, para relaxar. Também gosta de tocar piano, instrumento que resolveu aprender a tocar para ocupar seu tempo enquanto ficou suspenso pela diretoria do Barcelona na temporada 1986/87, e de contar piadas - teria ganho cinco vezes um concurso de melhor piada da semana em um canal de televisão alemão.

## Títulos

### Como jogador
Barcelona
- La Liga: 1984–85
- Copa del Rey: 1980–81, 1982–83, 1987–88
- European Cup Winners' Cup: 1981–82
- Copa de la Liga: 1983

Real Madrid
- Campeonato Espanhol: 1989 e 1990[carece de fontes?]
- Copa do Rei: 1989[carece de fontes?]
- Supercopa da Espanha: 1989[carece de fontes?]

Atlético de Madrid
- Copa do Rei: 1991 e 1992[carece de fontes?]

Seleção Alemã-Ocidental
- Eurocopa: 1980 [2]

Individuais
- Seleção da Eurocopa : 1980
- Ballon d'Or : segundo lugar 1980 - terceiro lugar 1981, 1985
- La Liga : Prêmio Don Balón de Melhor Jogador Estrangeiro: 1985, 1991
- Seleção da Bundesliga : 1993-1994 [31]
- Objetivo do Ano (Alemanha) : 1994 [32]

##### Treinador
Real Madrid:
- Campeonato Espanhol: 2007-08

Individuais
- La Liga : Troféu Miguel Muñoz de Melhor Treinador do Ano: 2006